# Julien Quercia
Pour les articles homonymes, voir Quercia.
Julien Quercia était un joueur de football français né le 17 août 1986 à Thionville. Il évoluait au poste d'attaquant. Il y découvre les joies et les difficultés de la deuxième division de district après avoir porté les couleurs du FC Lorient, de l'AJ Auxerre, du FC Sochaux en professionnel.

## Carrière de joueur
En 1999, il intègre le centre de préformation de Madine, pour deux saisons.

### Formation à Sochaux
Julien Quercia joue sa première saison en 15 ans nationaux sous les ordres de Philippe Anziani. Il fait ses débuts avec l'équipe première en Ligue 1 lors de la saison 2005-2006. Il inscrit son premier but en championnat le 19 août 2006, seulement deux jours après ses 20 ans, lors de Sedan - Sochaux (1-1). En 2006-2007, il devient international espoir français, notamment un match face à l'Italie durant lequel il marque un but. D'origine italienne, il retient ce match comme le meilleur souvenir de sa carrière.

### AJ Auxerre
Le 30 janvier 2008, il est transféré à l'AJ Auxerre et signe pour 3 ans et demi. Il joue alors 13 matchs pendant la deuxième partie de saison et inscrit son premier but sous les couleurs auxerroises en demi-finale de la Coupe de la Ligue contre Paris le 26 février 2008.
Lors de la saison 2008-2009, il fait un bon départ, avec 3 buts en 13 matchs mais il est arrêté par une blessure qui le tient à l'écart des terrains jusqu'en novembre 2009 où il retrouve le terrain face au PSG. Mais il se blesse à nouveau et retrouve la pelouse de Ligue 1 cette fois à Chaban-Delmas face à Bordeaux. Lors de la saison 2009-2010, il joue 10 matches, tous en tant que remplaçant.
Lors de la saison 2010-2011, l'AJ Auxerre dispute la Ligue des champions dans un groupe composé du Real Madrid, du AC Milan et de l'Ajax Amsterdam. À l'issue de la saison, son contrat avec Auxerre n'est pas prolongé.

### FC Lorient
Julien Quercia est alors en contact avec des clubs de Ligue 1, mais ne reçoit pas d'offre concrète. Souhaitant commencer sa préparation d'avant saison avec un club, il se résigne donc à rejoindre le FC Nantes, pensionnaire de Ligue 2. La veille de sa signature, il est finalement contacté par le président du FC Lorient Loïc Féry qui le convainc de rejoindre les Merlus. Il rejoint le groupe le 27 juin 2011, le jour de la reprise de l'entraînement. Il marque son premier but avec Lorient le 6 août 2011 pour son premier match lors de la première journée de Ligue 1 face au Paris Saint-Germain au Parc des Princes. Lors de la troisième journée, un tacle appuyé du défenseur dijonnais Abdoulaye Meïté le blesse, une fracture bi-malléolaire de la cheville gauche. Son indisponibilité est estimé à trois mois, mais en décembre, il est de nouveau victime d'une grave blessure (une fracture de fatigue) qui met définitivement fin à sa saison.
Il fait son retour sur les terrains durant l'été 2012 lors d'un match amical opposant son équipe à Nantes (0-0). À la suite de nombreuses blessures, il décide de mettre fin à sa carrière professionnelle le 9 mars 2015, en 3 ans et demi, il n'aura disputé que 11 matchs officiels avec Lorient.

### Passage au Luxembourg
C'est en 2016 que l'attaquant rechausse ses crampons et revient en jeu avec le F91 Dudelange. 
Libéré de sa fameuse blessure qui lui a valu la restriction des pelouses professionnelles, le Lorrain n'a plus l'autorisation de jouer en tant que footballeur professionnel. En revanche, il est autorisé à refouler les pelouses amateurs et il ne s'en prive pas. Pour prolonger son plaisir, il a donc choisi le club luxembourgeois.
A l'été 2017, il rejoint le RFC Union Luxembourg. Le 22 janvier 2018, il quitte le RFC Union Luxembourg d'un commun-accord.

### CSO Amnéville
Fin janvier 2018, il s'engage avec le CSO Amnéville qui évolue en National 3,.

### Thionville FC
Le 1er juillet 2018, il s'engage avec le Thionville FC, alors en Division d'Honneur.

### Thionville AS Portugais Saint-François
En mai 2019, il rejoint le Thionville AS Portugais Saint-François en Régional 3.

### US Thionville Lusitanos
Le 1er juillet 2021, il s'engage avec l'US Thionville Lusitanos, tout juste fusionnée. Il termine champion de Régional 2.

### ES Richemont
En août 2022, il rejoint l'entente sportive de Richemont à la demande de l'entraineur Julien Bruguera, ami de longue date.

## Statistiques
| Saison                | Club                   | Championnat           | Championnat | Championnat | Coupe nationale | Coupe nationale | Coupe de la Ligue | Coupe de la Ligue | Supercoupe | Supercoupe | Compétition(s) continentale(s) | Compétition(s) continentale(s) | Compétition(s) continentale(s) | France espoirs | France espoirs | Total | Total |
| Saison                | Club                   | Division              | M.          | B.          | M.              | B.              | M.                | B.                | M.         | B.         | Comp.                          | M.                             | B.                             | M.             | B.             | M.    | B.    |
| 2005-2006             | FC Sochaux-Montbéliard | 1                     | 6           | 0           | 0               | 0               | 0                 | 0                 | -          | -          | -                              | -                              | -                              | -              | -              | 6     | 0     |
| 2006-2007             | FC Sochaux-Montbéliard | 1                     | 26          | 2           | 0               | 0               | 3                 | 0                 | -          | -          | -                              | -                              | -                              | 2              | 1              | 31    | 3     |
| 2007-2008             | FC Sochaux-Montbéliard | 1                     | 18          | 1           | 0               | 0               | 0                 | 0                 | 1          | 0          | C3                             | 2                              | 0                              | -              | -              | 21    | 1     |
| Sous-total            | Sous-total             | Sous-total            | 50          | 3           | 0               | 0               | 3                 | 0                 | 1          | 0          | -                              | 2                              | 0                              | 2              | 1              | 58    | 4     |
| 2007-2008             | AJ Auxerre             | 1                     | 13          | 0           | 1               | 0               | 1                 | 1                 | -          | -          | -                              | -                              | -                              | -              | -              | 15    | 1     |
| 2008-2009             | AJ Auxerre             | 1                     | 13          | 3           | 0               | 0               | 1                 | 1                 | -          | -          | -                              | -                              | -                              | -              | -              | 14    | 4     |
| 2009-2010             | AJ Auxerre             | 1                     | 10          | 0           | 2               | 0               | 0                 | 0                 | -          | -          | -                              | -                              | -                              | -              | -              | 12    | 0     |
| 2010-2011             | AJ Auxerre             | 1                     | 19          | 4           | 1               | 0               | 3                 | 2                 | -          | -          | C1                             | 6                              | 0                              | -              | -              | 29    | 6     |
| Sous-total            | Sous-total             | Sous-total            | 55          | 7           | 4               | 0               | 5                 | 4                 | 0          | 0          | -                              | 0                              | 0                              | 0              | 0              | 64    | 11    |
| 2011-2012             | FC Lorient             | 1                     | 3           | 1           | 0               | 0               | 0                 | 0                 | -          | -          | -                              | -                              | -                              | -              | -              | 3     | 1     |
| 2012-2013             | FC Lorient             | 1                     | 7           | 1           | 1               | 2               | 0                 | 0                 | -          | -          | -                              | -                              | -                              | -              | -              | 8     | 3     |
| 2013-2014             | FC Lorient             | 1                     | 0           | 0           | 0               | 0               | 0                 | 0                 | -          | -          | -                              | -                              | -                              | -              | -              | 0     | 0     |
| 2014-2015             | FC Lorient             | 1                     | 0           | 0           | 0               | 0               | 0                 | 0                 | -          | -          | -                              | -                              | -                              | -              | -              | 0     | 0     |
| Sous-total            | Sous-total             | Sous-total            | 10          | 2           | 1               | 2               | 0                 | 0                 | 0          | 0          | -                              | 0                              | 0                              | 0              | 0              | 11    | 4     |
| Total sur la carrière | Total sur la carrière  | Total sur la carrière | 115         | 12          | 5               | 2               | 8                 | 4                 | 1          | 0          | -                              | 8                              | 0                              | 2              | 1              | 139   | 19    |